# Trox novaecaledoniae
Trox novaecaledoniae is een keversoort uit de familie beenderknagers (Trogidae). De wetenschappelijke naam van de soort is voor het eerst geldig gepubliceerd in 1966 door Balthasar.